# Warburg元件
Warburg擴散元件或稱為Warburg元件，是介電質阻抗譜中為扩散作用建模的等效電路元件，得名自德國物理學家埃米尔·沃伯格.
Warburg阻抗元件很不容易說明，和電荷轉移的電阻（可參考电荷转移配合物）以及雙層電容有關，不過在許多系統中都常會看到。若波德圖 （log |Z| vs. log ω）出現線性關係，且斜率為–1/2，即為Warburg元件。

## 通用方程
Warburg擴散元件（ZW）是常相位元件（CPE），固定的相位是-45°（相位和頻率無關），其大小和頻率的平方根成反比：
{\displaystyle {Z_{\mathrm {W} }}={\frac {A_{\mathrm {W} }}{\sqrt {\omega }}}+{\frac {A_{\mathrm {W} }}{j{\sqrt {\omega }}}}}
{\displaystyle {|Z_{\mathrm {W} }|}={\sqrt {2}}{\frac {A_{\mathrm {W} }}{\sqrt {\omega }}}}
其中
- AW是Warburg係數（英语：Warburg coefficient）（或Warburg常數）。
- j是虛數單位。
- ω是角频率。

上式假設半無限的線性擴散，也就是在大的平板电极上不受限的擴散。

## 有限長的Warburg元件
若已知扩散層的厚度，則有限長的Warburg元件定義如下：
{\displaystyle {Z_{\mathrm {O} }}={\frac {1}{Y_{0}}}\tanh \left(B{\sqrt {j\omega }}\right)}
其中{\displaystyle B={\tfrac {\delta }{\sqrt {D}}},}
其中{\displaystyle \delta }是擴散層的厚度，且D是擴散係數。
有兩種特別的有限長度Warburg元件：Warburg Short（WS）針對透射性的邊界，Warburg Open（WO）針對反射性的邊界。

### Warburg Short（WS）
此元件描述透射性邊界，有限長度擴散的阻抗，其方程式如下：
{\displaystyle Z_{W_{\mathrm {S} }}={\frac {A_{\mathrm {W} }}{\sqrt {j\omega }}}\tanh \left(B{\sqrt {j\omega }}\right)}

### Warburg Open（WO）
此元件描述反射性邊界，有限長度擴散的阻抗，其方程式如下：
{\displaystyle Z_{W_{\mathrm {O} }}={\frac {A_{\mathrm {W} }}{\sqrt {j\omega }}}\coth \left(B{\sqrt {j\omega }}\right)}